# أفمدو
أفمدو (بالصومالية: Afmadoow)‏ هي مدينة في محافظة جوبا الوسطى جنوب الصومال، على الحدود مع كينيا، وتحيط بها مُدُنُ براري، كيسمايو، جمامة، جلب، هاجر، بارطيري، عيل واق، وتبعد عن العاصمة الصومالية مقديشو قرابة 401 كلم نحو الجنوب الغربي، وتُعتبر موطنا لمجموعة واسعة من الحيوانات البري. يتكون الغطاء النباتي في أفمدو من أراضي عشبية غنية تحدها أراض شبه صحراوية، وتقع شمال غرب كيسمايو، وتصل المسافة بين أفمدو وكيسمايو إلى 110 كيلومترا أو 68 ميلا.

## خلفية تاريخية
استولى اتحاد المحاكم الإسلامية على أفمدو في عام 2006 بعد اجتياحهم لباقي مناطق الجنوب خلال الحرب الأهلية الصومالية.
في 21 نوفمبر 2009 سيطرت ميليشيات حركة الشباب على بلدة أفمدو، مما دفع مئات العائلات وكذلك عمال الإغاثة العاملين مع المنظمات الدولية إلى الفرار خوفًا على أنفسهم، وكانت جماعة حزب الإسلام قد انسحبت من المدينة قبل يوم من سيطرة حركة الشباب، مما سمح لحركة الشباب بالاستيلاء عليها دون مقاومة تُذكر.
وكانت التوترات التي تصاعدت بين الحركتين المسلحتين في أكتوبر قد أدت إلى نشوب قتال بينهما انتهى باستيلاء حركة الشباب على كسمايو في أكتوبر 2009.
في 18 أكتوبر 2011، أفاد شهود عيان بأن الطائرات الكينية حلقت على ارتفاع منخفض فوق المدينة وكانت حركة الشباب تقوم بإعداد أنظمة تحصن للدفاع ضد هجوم متوقع من قبل الجيش الكيني كجزء من عملية ليندا نشي، وكانت الحكومة الفيدرالية في ذلك الوقت تنكر وجود القوات الكينية في الصومال.
في 31 مايو 2012، استولت قوات الدراويش في جوبالاند المدعومة من قوات الدفاع الكينية على المدينة، بعد انسحاب حركة الشباب منها.

## شخصيات ملحوظة
- عباس عبد الله سراج